# Lu Chuan
Chuan Lu (Kuytun, 8 febbraio 1971) è un regista, sceneggiatore e produttore cinematografico cinese.

## Biografia
Il padre, Lu Tianming, è un celebre scrittore.
Si è interessato al cinema a 16 anni dopo aver visto i film di Zhang Yimou e Chen Kaige, ma a 18 anni è stato spinto dal padre a frequentare l'Accademia militare e ad arruolarsi nell'Esercito Popolare di Liberazione, dove militò per otto anni. Si diplomò alla Accademia del Cinema di Pechino con una tesi su Francis Ford Coppola. La sua carriera di cineasta è iniziata nel 1998 come sceneggiatore della popolare serie televisiva Black Hole.
Considerato una nuova importante voce nel cinema cinese, i suoi primi due film furono produzioni di piccolo budget che hanno ottenuto consensi sia tra il pubblico cinese sia tra quello internazionale: The Missing Gun (2002) e Kekexili: Mountain Patrol (2004). Kekexili vinse il Golden Rooster e il Golden Horse come miglior immagine e premio speciale della giuria al 17 ° Tokyo International Film Festival.
Il terzo film, City of Life and Death, rilasciato nell'Aprile 2009 riscosse successo critico e commerciale. Allo stesso tempo, però, il tratto di simpatia nei confronti del soldato giapponese suscitò polemiche in Cina. Il film vinse il premio per miglior regista premio al 4° Asian Film Awards. Il film ha vinto il miglior film e la migliore fotografia Awards a 57º Festival di San Sebastian.
Nel 2012 Lu Chuan ha diretto il film storico The Last Supper, dedicato alla disputa Chu-Han, l'interregno seguito alla caduta della dinastia Quin  che si è concluso con l'ascesa della dinastia Han.
Nel 2015 ha diretto il film d'azione Chronicles of the Ghostly Tribe, adattamento del romanzo di Zhang Muye Ghost Blows Out the Light.
Nel 2016 ha diretto il documentario naturalistico Born in China. Co-prodotta da Disney, l'opera si focalizza sulla vita di alcuni animali nei territori selvaggi della Cina centrale.
Nel 2023 ha diretto Beijing 2022, il film ufficiale dei Giochi olimpici. Il film, prodotto da Zhang Yimou, ha aperto il Beijing International Film Festival. Fra i temi vi sono la difficoltà di organizzare i Giochi olimpici durante la pandemia COVID-19 e la capacità degli atleti di esprimere lo spirito olimpico. Fra questi il pattinatore di figura giapponese Yuzuru Hanyū, lo snowborder cinese Su Yiming e il pattinatore di short track Wu Dajing. Il film ha vinto la Guirlande d'Honneur al Milano International Sport Movies & TV Festival 2023.